# Villada (Spanien)
Villada ist ein nordspanischer Ort und eine Gemeinde (municipio) mit 833 Einwohnern (Stand: 2024) im äußersten Westen der Provinz Palencia der Autonomen Gemeinschaft Kastilien-León.

## Lage
Der Ort Villada liegt am Río Sequillo im Nordosten der Comarca Tierra de Campos in der kastilischen Hochebene in einer Höhe von etwa 795. Die Provinzhauptstadt Palencia befindet sich knapp 50 km (Fahrtstrecke) südöstlich; die am Jakobsweg (Camino Francés) gelegene Kleinstadt Sahagún ist nur gut 16 km in nordwestlicher Richtung entfernt. Das Klima im Winter ist durchaus kalt, im Sommer dagegen warm bis heiß; die spärlichen Regenfälle (ca. 490 mm/Jahr) fallen verteilt übers ganze Jahr.

## Bevölkerungsentwicklung
| Jahr      | 1842  | 1900  | 1950  | 2000  | 2021 |
| Einwohner | 2.216 | 2.695 | 2.174 | 1.290 | 897  |

Der Bevölkerungsrückgang im 20. Jahrhundert ist im Wesentlichen auf die Mechanisierung der Landwirtschaft und den damit einhergehenden Verlust von Arbeitsplätzen zurückzuführen. Zur Gemeinde gehören auch die Weiler Pozuelos del Rey, Villelga und Villemar mit jeweils nur noch etwa 10 bis 30 Einwohnern.

## Wirtschaft
Die auf den fruchtbaren Lehm- und Lössböden der Tierra de Campos betriebene Feldwirtschaft und die Haltung von Kleinvieh (v. a. Hühner) bildeten jahrhundertelang die Lebensgrundlage der als Selbstversorger lebenden Bevölkerung der Region; seit dem Mittelalter entwickelten sich auch Handwerk, Kleinhandel und Dienstleistungsbetriebe aller Art.

## Geschichte
In vorrömischer Zeit gehörte die Region zum Siedlungsgebiet des keltischen Volksstamms der Vaccäer; später kamen Römer und Westgoten und im 8. Jahrhundert wurde das Gebiet von den Mauren überrannt – alle vier Kulturen haben jedoch in dem ehemals möglicherweise bewaldeten Gebiet keine archäologisch verwertbaren Spuren hinterlassen. Bereits im 9. Jahrhundert eroberten asturisch-leonesische Heere die Gebiete nördlich des Duero zurück (reconquista). Ende des 10. Jahrhunderts machte der maurische Heerführer Almansor die christlichen Erfolge vorübergehend wieder zunichte, aber im 11. Jahrhundert dehnte das Königreich León sein Herrschaftsgebiet erneut bis zur Duero-Grenze aus. Nach vorangegangenen Versuchen vereinigte sich León im Jahr 1230 endgültig mit dem Königreich Kastilien, doch kam es immer wieder zu Auseinandersetzungen. Seine Blütezeit erlebte der Ort im ausgehenden Mittelalter und in der frühen Neuzeit.

## Sehenswürdigkeiten

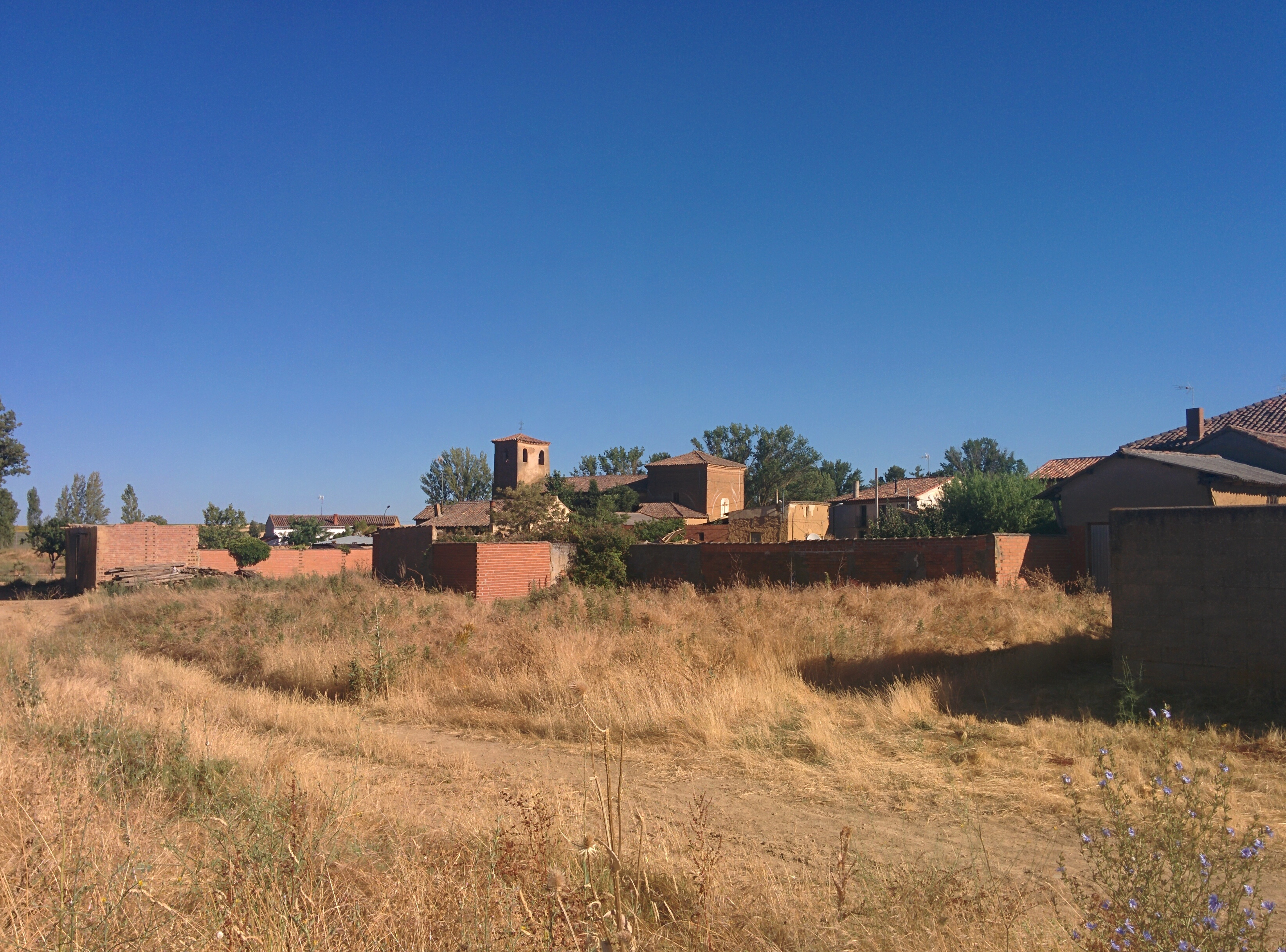
Weiler Villelga

- Die im Äußeren völlig schmucklose Iglesia de San Fructuoso wurde im 17. Jahrhundert in Mudéjartradition ganz aus Backsteinen errichtet. Das dreischiffige Innere ist gewölbt; über der Vierung erhebt sich eine auf Pendentifs ruhende Kuppel mit Laterne. Über der rechteckigen Apsis ist ein barockes Gewölbe mit seitlichen Stichkappen gespannt; der geschnitzte und mit salomonischen Säulen bestückte Hochaltar stammt aus dem Spätbarock; in der linken Außenwand befindet sich das Grabmal eines Bischofs. Hinter dem Hochaltar befindet sich eine kleine, aber überaus reich dekorierte Kapelle zu Ehren der Gottesmutter. Im nördlichen Seitenschiff befindet sich ein gotischer Kruzifixus aus dem 13. Jahrhundert.[8]
- Die dreischiffige Pfarrkirche der Santa María de la Asunción ist der Himmelfahrt Mariens geweiht und stammt aus der Zeit um 1800; das Innere ist mit drei Altarretabeln und mehreren Einzelfiguren ausgestattet, darunter eine Pietà aus dem 16. Jahrhundert.
- Die Ermita de Cristo de la Hera und die Ermita de la Virgen del Río befinden sich am Ortsrand und bergen jeweils eine reiche Barockausstattung.

Umgebung
- Die kleinen Pfarrkirchen in den Weilern Villelga und Villemar sind ebenfalls noch erhalten.